# Tombeekmolen

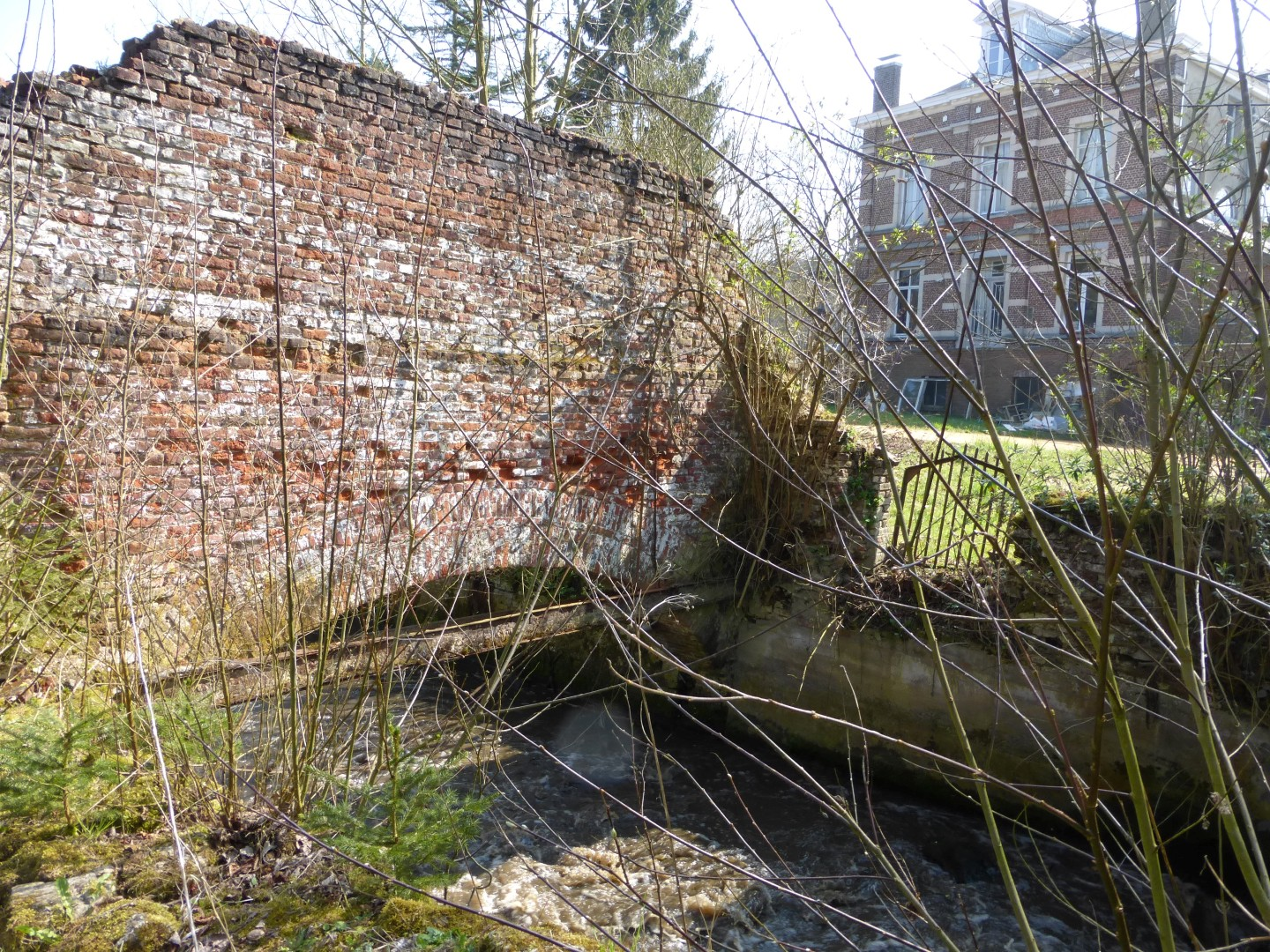
Ruïne van de Tombeekmolen

De Tombeekmolen was een watermolen in de tot de Vlaams-Brabantse gemeente Overijse behorende plaats Tombeek, gelegen aan de Lanestraat 120.
Deze onderslagmolen op de Laan fungeerde als korenmolen en papiermolen.

## Geschiedenis
De molen werd voor het eerst vermeld in 1290. Hij fungeerde als korenmolen. Tijdens de 18e eeuw werd hier een papiermolen ingericht. Al voor 1830 was het al weer een korenmolen.
De molen zou echter in 1857 sterk worden vergroot tot een industrieel gebouw van vier bouwlagen met een groot onderslagrad. In 1929 kwam een einde aan het korenmalen. In 1931 werd hij ingezet voor het vervaardigen van zeemleer, waarbij stoomkracht werd aangewend: mégisserie à vapeur. In 1940 werd het gebouw vernield en na de oorlog werd het herbouwd als leerlooierij. Omstreeks 1960 was het binnenwerk al verwijderd en in 1999 brandde de molen uit. Wat bleef was een ruïne.